# Juki no taijó
Juki no taijó (japonsky ユキの太陽) je krátký televizní film z roku 1972, jenž se měl stát pilotním dílem nového seriálu. Snímek však producenty a televizní stanice nezaujal, což mělo za následek upuštění od tvorby seriálu. Film vznikl na základě stejnojmenné šódžo mangy, za níž stál Tecuja Čiba, a režíroval jej Hajao Mijazaki. Objevují se v něm témata dětství, dospívání a důležitosti rodiny v životě dětí, jež jsou typická i pro další Mijazakiho díla. Hlavní postavou filmu je Juki, energická dívka s laskavým srdcem a se silným vztahem k přírodě.
Juki no taijó se objevilo v kolekci animovaných filmů a epizod seriálů dostupné na discích Blu-ray a DVD, kterou 18. června vydala a na Amazonu prodávala společnost Walt Disney Japan. Dne 17. listopadu 2015 ji pak Disney vydalo též v Severní Americe.